# Epsilon Sextantis
Epsilon Sextantis (ε Sextantis, förkortat Epsilon Sex, ε Sex), som är stjärnans Bayer-beteckning, är en ensam stjärna i den södra delen av stjärnbilden Sextanten. Den har en skenbar magnitud på +5,24 och är svagt synlig för blotta ögat där ljusföroreningar ej förekommer. Baserat på parallaxmätningar i Hipparcos-uppdraget på ca 16,9 mas beräknas den befinna sig på ca 193 ljusårs (59 parsek) avstånd från solen.

## Egenskaper
Epsilon Sextantis är en gul till vit underjättestjärna av spektralklass F0 IV. Den har en massa som är nästan dubbelt så stor som solens massa, en radie som är ca 3,3 gånger större än solens och utsänder ca 23 gånger mera energi än solen från dess fotosfär vid en effektiv temperatur på ca 7 200 K.